# 教祖のムスメ
『教祖のムスメ』（きょうそのムスメ）は、2022年6月3日（2日深夜）から7月15日（14日深夜）まで毎日放送の深夜ドラマ枠「ドラマ特区」で放送されたテレビドラマ。主演は茅島みずき。
突如転校してきた麗しき女子高生をきっかけに、同級生の双子の兄妹や生徒たちのみならず、その家族までもが疑惑と混乱の中に巻き込まれていく学園サイコサスペンス。コンテンツスタジオ「storyboard」が企画・制作を行う完全オリジナルドラマ。

## キャスト

### 主要人物
桐谷沙羅（） / 成宮零（）〈18〉
演 - 茅島みずき（幼少期：吉田萌果）
一真たちが通う高校に転校してきた女子高生。
湯田一真（）〈18〉
演 - 藤原大祐（幼少期：渡部虎ノ介）
沙羅の同級生。いちかの双子の兄。
湯田いちか（）〈18〉
演 - 豊嶋花（幼少期：下村由芽）
沙羅の同級生。一真の双子の妹。

### 八潮第一高校
中野亜紀（）〈18〉
演 - 莉子（第1話 - 第3話）
沙羅の同級生。
黒沢美優（）〈18〉
演 - 小栗有以（AKB48）（第1話）
沙羅の同級生であり、クラスの中心人物だったが、沙羅の策略で転校を余儀なくされる。
本間拓実（）〈18〉
演 - 池田優斗
沙羅の同級生であり、一真の友人。
下山夏樹〈43〉
演 - 近藤公園（第1話・第2話）
沙羅のクラスの担任。生物教師。生徒と淫行を働いていたことリークされ退職。
大塚剛志
演 - 柾賢志
教師。
役名不明
演 - 磯崎義知（第1話・第3話）
教師。
北嶋遼太
演 - 藤嶋遼太
同級生。
南田奨馬
演 - 南雲奨馬
同級生。
その他生徒
演 - 杉村美海、佐月絵美、斉木こころ、碧木愛莉、中心愛、鈴木廉

### 桐谷沙羅の関係者
成宮光（）
演 - 田邊和也
沙羅の父。新興宗教「ナユタの民」教祖。2011年の20名の女性信者が死亡する集団毒殺事件で起訴され収監中。

### 湯田兄妹の家族
湯田正広（）〈45〉
演 - 萩原聖人
一真といちかの父親であり、雑誌「週刊新春」の編集長。
湯田京子（）
演 - 中島亜梨沙
一真といちかの母親。故人。

### 週刊新春編集部
木村直也〈31〉
演 - 渋谷謙人
雑誌「週刊新春」編集部員。
静香
演 - 金沢雅美
雑誌「週刊新春」編集部員。

### 学校関係者
中野隼人〈27〉
演 - 柳俊太郎
中野亜紀の兄。衿ヶ浦署刑事。
黒沢紗江子
演 - 桜一花（第1話）
黒沢美優の母。
下山遼子
演 - 安藤聖（第2話）
下山夏樹の妻。
下山莉奈
演 - 花田優里音（第2話）
下山夏樹の娘。

### その他
松尾昌平〈36〉
演 - 山中崇
ナユタの民の元信者
山下〈43〉
演 - 持田将史
中野隼人とともに学園で起こるある事件の「真実」に迫る刑事。
アナウンサー
演 - 柴田紗帆（第1話・第3話・第5話・最終話）
ナユタの民の信者
演 - あいだあい（第5話・最終話）
集団毒殺事件で死亡。

## スタッフ
- 演出 - 金井紘（storyboard）
- 脚本 - 中村允俊（storyboard）
- 企画・プロデュース - 藤野良太（storyboard）
- 音楽 - 松室政哉
- 主題歌 - Dios「断面」（Dawn Dawn Dawn Records）[23]
- ロケ協力 - 栃木県フィルムコミッション、さくら市商工観光課
- スタントコーディネーター - 小池達朗、野口彰宏
- プロデューサー - 上浦侑奈（毎日放送）
- 制作プロダクション - storyboard
- 製作 - 「教祖のムスメ」製作委員会、毎日放送

## 放送日程
| 話数   | 放送日   | 放送日       |
| 話数   | 毎日放送 | テレビ神奈川 |
| ------ | -------- | ------------ |
| 第1話  | 6月03日  | 6月02日      |
| 第2話  | 6月10日  | 6月09日      |
| 第3話  | 6月17日  | 6月16日      |
| 第4話  | 6月24日  | 6月23日      |
| 第5話  | 7月01日  | 6月30日      |
| 第6話  | 7月08日  | 7月07日      |
| 最終話 | 7月15日  | 7月14日      |

### ネット局
| 放送期間               | 放送時間                     | 放送局       | 対象地域   | 備考              |
| ---------------------- | ---------------------------- | ------------ | ---------- | ----------------- |
| 2022年6月2日 - 7月14日 | 木曜 23:00 - 23:30           | テレビ神奈川 | 神奈川県   | 1時間59分先行放送 |
| 2022年6月3日 - 7月15日 | 金曜 0:59 - 1:29（木曜深夜） | 毎日放送     | 近畿広域圏 | 製作局            |
|                        | 金曜 23:00 - 23:30           | 千葉テレビ   | 千葉県     |                   |
| 2022年6月9日 - 7月21日 | 木曜 22:30 - 23:00           | とちぎテレビ | 栃木県     |                   |
|                        | 木曜 23:30 - 翌 0:00         | テレビ埼玉   | 埼玉県     |                   |
|                        |                              | 群馬テレビ   | 群馬県     |                   |

### ネット配信
| 配信開始月 | 配信サイト    | 配信料金            | 備考       |
| ---------- | ------------- | ------------------- | ---------- |
| 2022年6月  | TVer          | 広告付き無料        | 見逃し配信 |
| 2022年6月  | MBS動画イズム | 広告付き無料        | 見逃し配信 |
| 2022年6月  | GYAO!         | 広告付き無料        | 見逃し配信 |
| 2022年6月  | Paravi        | 定額制有料          |            |
| 2022年6月  | Hulu          | 定額制有料          |            |
| 2022年6月  | MBS動画イズム | 定額制有料/都度課金 |            |
| 2022年6月  | Rakuten TV    | 都度課金            |            |